# Лая (приток на Печора)
Лая (на руски: Лая) е река в Ненецки автономен окръг и Република Коми на Русия, десен приток на Печора. Дължина 332 km. Площ на водосборния басейн 9530 km².
Река Лая изтича от южния ъгъл на езерото Лаято, разположено на 118 m н.в., на територията на Ненецки автономен окръг. Тече предимно в южна посока, като силно меандрира, сред блатата на Болшеземелската тундра. В долното течение долината ѝ става широка и още повече се заблатява. Влива се отдясно в река Печора, при нейния 687 km, на 27 m н.в., на 24 km на север-северозапад от село Шчелябож в Република Коми. Основни притоци: леви – Хосейю (52 km); десни – Лаявож (65 km), Серчейю (133 km), Юръяха (185 km). Има смесено подхранване с преобладаване на снежното, с бурно изразено пълноводие през юни, а през останалото време силно намалява. Заледява се през октомври, а се размразява през 2-рата половина на май. По течението ѝ няма постоянни населени места.